# Grytgöl (Vena socken, Småland)
Grytgöl är en sjö i Hultsfreds kommun i Småland och ingår i Viråns huvudavrinningsområde.